# George Shultz

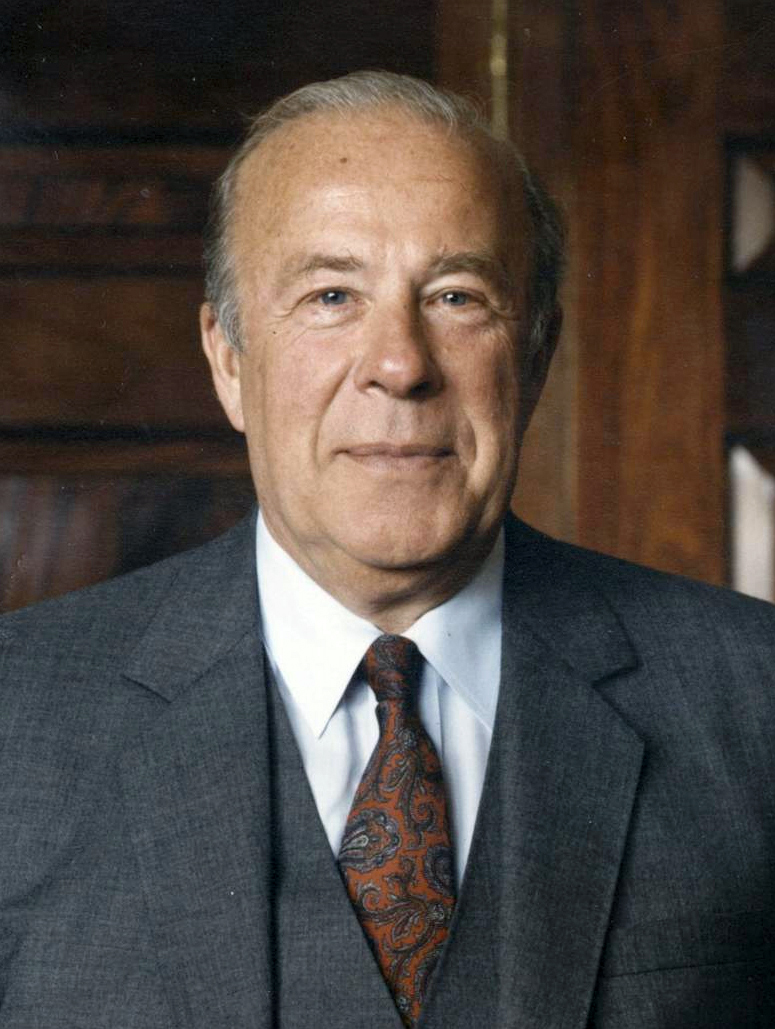
George Shultz während seiner Zeit als Außenminister

George Pratt Shultz (* 13. Dezember 1920 in New York City; † 6. Februar 2021 in Stanford, Kalifornien) war ein US-amerikanischer Politiker der Republikanischen Partei. Von 1969 bis 1970 war er Arbeitsminister und von 1972 bis 1974 Finanzminister in der Regierung von Präsident Richard Nixon sowie von 1982 bis 1989 Außenminister in der Regierung von Präsident Ronald Reagan.

## Studium und berufliche Laufbahn
Der Urgroßvater von Shultz wanderte aus Deutschland in die USA ein. George Shultz erhielt 1942 seinen Bachelor-Abschluss in Volkswirtschaftslehre an der Universität Princeton und diente ab 1942 bis 1945 im United States Marine Corps, wo er Artillerieoffizier wurde und den Dienstgrad eines Captain (Hauptmann) erreichte. 1949 promovierte er am Massachusetts Institute of Technology (MIT) im Fach Industriebetriebslehre. Shultz lehrte von 1948 bis 1957 am MIT, mit vorübergehender Unterbrechung 1955 bis 1956, als er dem Rat Ökonomischer Ratgeber von Präsident Dwight D. Eisenhower als Senior-Stabs-Ökonom angehörte. 1955 wurde er Professor am MIT. 1957 wechselte Shultz zur University of Chicago Graduate School of Business als Professor für Industriebeziehungen. Von 1959 bis 1960 war er Berater im US State Department. 1962 wurde er Dekan an der University of Chicago. Von 1961 bis 1972 gehörte Shultz dem Ausschuss für betriebliche Personalpolitik an.

## Politische Laufbahn

### Arbeits- und Finanzminister unter Nixon
Von 1969 bis 1970 gehörte er als Arbeitsminister dem Kabinett Nixon an, ehe er Direktor des Office of Management and Budget wurde. Vom Mai 1972 bis Mai 1974 wurde er dann als Finanzminister tätig. 1974 verließ er die Regierung und wurde Direktor der Bechtel Group. Seit Januar war Shultz deren Präsident. Präsident Ronald Reagan berief ihn zum Vorsitzenden im Gremium regierungsunabhängiger Wirtschaftsexperten.

### Außenminister unter Reagan und Rückzug aus der Politik

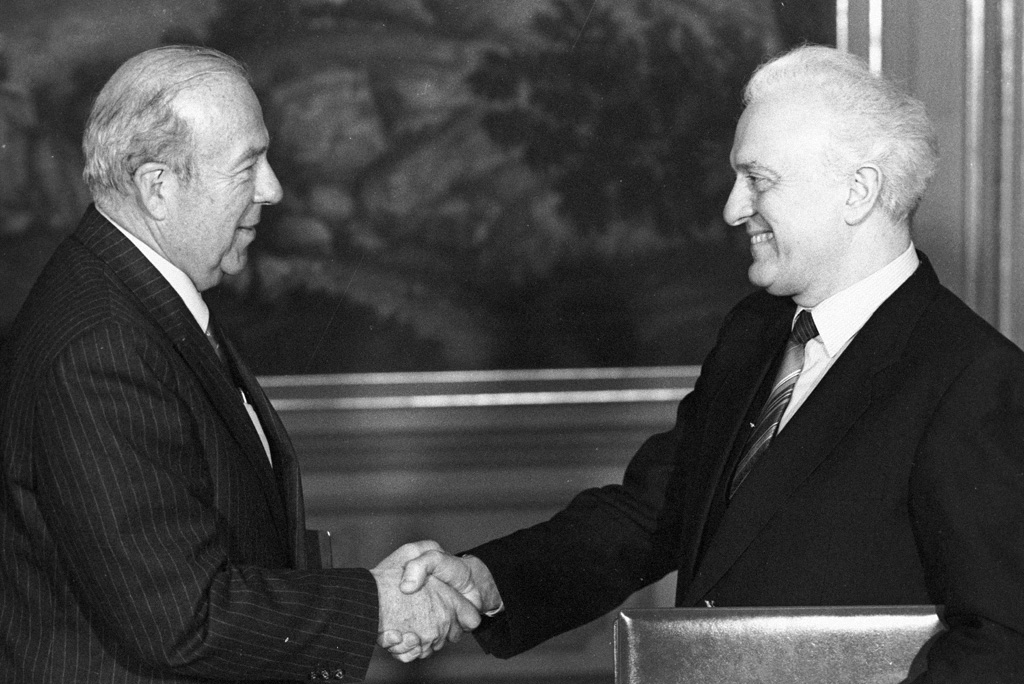
George Shultz (links) mit Eduard Schewardnadse, 1987

Am 16. Juli 1982 wurde er von Reagan als Nachfolger des zurückgetretenen Amtsvorgängers Alexander Haig zum 60. US-Außenminister berufen. Als Taube in der Außenpolitik stieß er häufiger mit den Falken der Reagan-Regierung zusammen. Speziell war er bekannt für seine ausgesprochene Opposition gegen den „Waffen für Geiseln“-Vorgang, der später als Iran-Contra-Affäre bekannt wurde.
Im Nahen Osten rief er Israel und seine arabischen Nachbarstaaten zur Annahme des Reagan-Plans im Oktober 1982 auf. Nach dem Selbstmordanschlag auf die Amerikanisch-Französisch-Italienische Friedenstruppe (MNF) mit 241 toten US-Soldaten und 58 toten französischen Fallschirmjägern im Oktober 1983 legte er ein Libanon-Abkommen vor, das den Abzug der israelischen Truppen aus dem Libanon vorsah. Im Juni 1985 erreichte er eine nichtmilitärische Lösung der Geiselaffäre im Libanon.
Shultz war ein führender Befürworter einer US-Invasion Nicaraguas. 1983 sagte er vor dem US-Kongress: „Wir müssen den nicaraguanischen Krebs ausschneiden.“ Immer wieder betonte er die Absicht der USA, Nicaragua am „Export der Revolution in seine Nachbarstaaten“ zu hindern. Er widersprach auch jeder Art von Verhandlung mit der nicaraguanischen Regierung Daniel Ortegas. „Verhandlungen sind ein Euphemismus, wenn der Schatten der Macht nicht auf den Verhandlungstisch fällt.“
Bemühungen zur Rüstungsbegrenzung und die Aufnahme neuer Abrüstungsgespräche zwischen den USA und der Sowjetunion im März 1985 wurden von Shultz zusammen mit seinem sowjetischen Partner Eduard Schewardnadse betrieben und führten 1987 zum Abbau atomarer Mittelstreckenraketen.
Shultz verließ mit dem Ende der Amtszeit Reagans am 20. Januar 1989 das State Departement, um Professor an der Stanford University in Kalifornien zu werden, blieb aber weiter ein Stratege der Republikanischen Partei. Er war Berater von George W. Bush im Wahlkampf 2000. Die Präsidenten-Kandidatur Donald Trumps im Jahr 2016 unterstützte Shultz nicht.

## Privates
Shultz lernte Helmut Schmidt bei dessen ersten Besuch in Stanford kennen. Shultz, Schmidt, Lee Kuan Yew, Henry Kissinger und ihre Frauen blieben zeitlebens befreundet.

## Ehrungen und Mitgliedschaften

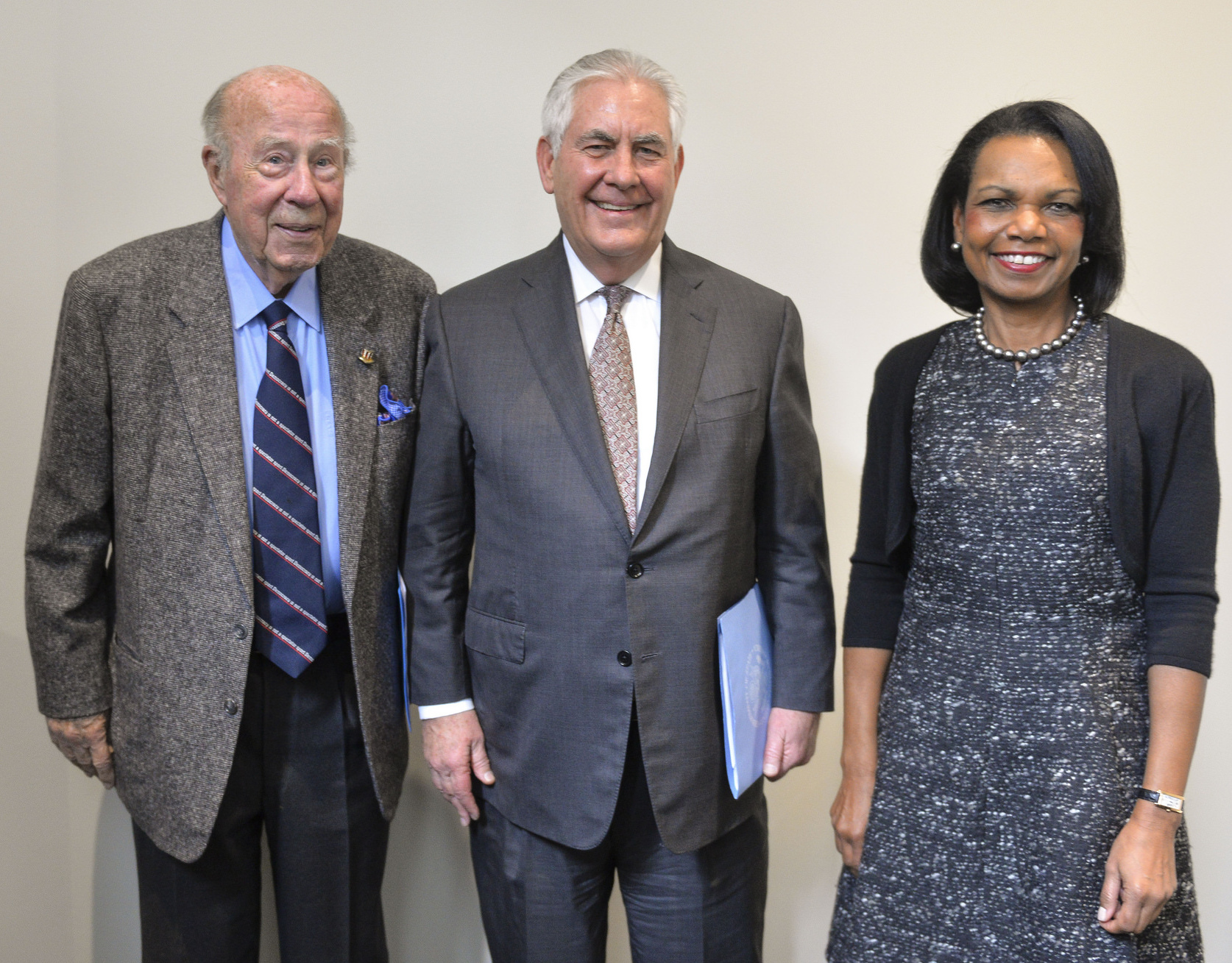
George Shultz mit seinen Amtsnachfolgern Rex Tillerson und Condoleezza Rice an der Hoover Institution in Stanford (2018)

1970 wurde Shultz in die American Academy of Arts and Sciences und 1992 in die American Philosophical Society gewählt. Am 19. Januar 1989 erhielt Shultz die Freiheitsmedaille. 1992 erhielt er den „Seoul-Friedenspreis“. 2001 wurde ihm die Eisenhower Medal for Leadership verliehen und 2008 der Rumford-Preis.
Shultz war Mitglied der Hoover Institution, des American Enterprise Institute, der 2005 aufgelösten New Atlantic Initiative, des „Komitees zur Befreiung des Irak“, des „Komitees gegen die gegenwärtige Gefahr“ und des Washington Institute for Near East Policy. Er war ferner im Vorstand der Bechtel Corporation, bei Gilead Sciences und der Charles Schwab Corporation tätig.

## Werke
als Autor
- Learning from Experience. Hoover Institution, Stanford 2016, ISBN 978-0-8179-1984-9.

als Herausgeber
- mit James E. Goodby (Hrsg.): The War That Must Never Be Fought: Dilemmas of Nuclear Deterrence. Hoover Institution, Stanford 2015, ISBN 978-0-8179-1845-3.
- mit Robert C. Armstrong (Hrsg.): Game Changers: Energy on the Move. Hoover Institution, Stanford 2014, ISBN 978-0-8179-1825-5.